# Vilas Boas (Chaves)
Vilas Boas is een plaats (freguesia) in de Portugese gemeente Chaves en telt 218 inwoners (2001).